# Hamán
Hamán, (en hebreo: המן) según el relato bíblico de Ester, el visir del Imperio persa bajo el reinado de Asuero, (Jerjes I de Persia). Por los judíos, Hamán es percibido como el arquetipo del mal y el antisemitismo.

## Etimología y significado del nombre
El nombre ha sido equiparado con el nombre persa Omanes (Pérsico antiguo: 𐎡𐎶𐎴𐎡𐏁, Imāniš) registrado por historiadores griegos. Varias etimologías han sido propuestas para ello: ha sido asociado con la palabra persa Hamayun, que significa "Ilustre" (los diccionarios de nombres, típicamente, lo listan con significado de "magnifico"); con la bebida sacra Haoma; o con el nombre persa Vohu Manah, que significa "buenos pensamientos"; con el crítico bíblico Jensen asociándolo con el dios elamita Jumban, un punto de vista rechazada por posteriores eruditos. Ahriman, un espíritu de destrucción del Zoroastrismo, también ha sido propuesto como etimología. Hoschander sugiere que Hamán es un título sacerdotal y no un nombre propio.

## Libro de Ester
Según el Libro de Ester, Hamán era el hijo de Hamedata, un descendiente de Agag, un rey de los Amalecitas, enemigos hereditarios del pueblo judío. Los acontecimientos tienen lugar en la ciudad de Susa, en Persia en el IV a. C. Hamán, primer ministro de la antigua Persia, preparó un complot para matar a todos los judíos instalados en el Imperio aqueménida. Hizo aprobar un decreto firmado por el rey Asuero, ordenando el exterminio de la población judía. El proyecto de Hamán fue descubierto por la reina Ester y por su tío Mardoqueo, los planes de Hamán se volvieron contra él y su familia. Entonces Hamán y sus diez hijos fueron capturados y ejecutados por orden del rey.

## Hamán en otras fuentes

### Midrash
De acuerdo con Hanan bar Rava, su madre fue ʾĂmatlaʾy, una descendiente de ʿÔrebtî (también ʿÔrǝbtāʾ she-raven), aparentemente, patriarca de una importante casa de Nehardea.
En el Libro de Esther lo llaman "Hamán el hijo de Hamedata, descendiente de Agag el hijo de Amaleq." El Targum Sheni da el linaje de Hamán como sigue: "Haman el hijo de Hamedata el Agagita, hijo de Khada, hijo de Kuza, hijo de Alipilot, hijo de Dios, hijo Diosos, hijo Peros, hijo de Ma'dan, Hijo de Bala'qan, hijo de Antimiros, hijo de Hadrus, hijo de Shegar, hijo de Negar, hijo de Parmashta, hijo de Vaizata, hijo de Agag, hijo de Sumqar, hijo de Amalek, hijo de una concubina de Elifaz el hijo de Esau". Hay aparentemente varias generaciones omitidas entre Agag, quien fue ejecutado por Samuel el profeta en tiempos del rey Saúl, y Amalek, quien vivió varios cientos de años antes. De acuerdo con el Midrash Abba Gorion, Hamán también fue llamado Memucan, ya que fue "destinado para el castigo".
En la tradición rabínica, Hamán se considera como un arquetipo del mal y perseguidor de los judíos. Habiendo intentado exterminar a los judíos de Persia, y convirtiéndose así en su peor enemigo. Hamán, naturalmente, llegó a ser el centro de varias leyendas talmúdicas. Siendo en un tiempo extremadamente pobre, se vendió el mismo como esclavo a Mardoqueo. Era un barbero en Kefar Karzum por el espacio de veintidós años. Hamán tenía un imagen idolatra bordada en su vestidura, así aquellos que se inclinaban ante él por comando del rey, también, se inclinaban ante la imagen.
Hamán también era un astrólogo, y cuando estaba por fijar el tiempo para el genocidio de los judíos, hizo cleromancia para cerciorarse de cual era el más auspicioso día de la semana para ese propósito. Cada día, sin embargo, probó estar bajo alguna influencia favorable para los judíos. Entonces, él buscó fijar el mes, pero encontró que lo mismo era cierto para cada mes; así, Nisán era favorable para los judíos por el sacrificio de pascua; Iyar por la pequeña pascua. Pero cuando llegó a Adar, encontró que su signo zodiacal era Piscis, y dijo: "Ahora, debería ser capaz de tragármelos como un pez que traga uno a otro" (Esther Rabbah 7, Targum Sheni 3).
Hamán tenía 365 consejeros, pero el consejo de ninguno era tan bueno como aquel de su esposa, Zeresh. Ella indujo a Hamán a construir las horcas para Mardoqueo, asegurándole que eso era el único camino en el cual él podría ser capaz de prevalecer sobre sus enemigos, porque hasta ahora los justos han sido rescatados de cualquier otro tipo de muerte. Ya que Dios previó que Hamán mismo podría ser colgado en la horca, preguntó cual árbol podría ser voluntario para servir como el instrumento de muerte. Cada árbol, declaró que era utilizado para algún propósito santo, objetando ser ensuciados por el inmundo cuerpo de Hamán. Sólo el árbol de espinas no pudo encontrar escusas, y por ello se ofreció para la horca (Esther Rabbah 9; Midrash Abba Gorion 7 (ed. Buber, Wilna, 1886); en Targum Sheni esto se narra algo diferente).
De acuerdo con el Targum Sheni, él mató al profeta Daniel, quien manejaba vivir en el reino de Asuero (Targum Sheini en Esther, 4, 11).

### Corán
En el Corán (escritura primaria del Islam), Hamán (árabe: هامان, romanizado: Hāmān) no es un nombre propio, pero un título del oficial de corte y Sumo sacerdote de Amón del faraón del Éxodo, y es asociado con él en su corte en el tiempo del profeta Moisés. La Enciclopedia de McAuliffe del Corán entre otras fuentes relacionan a "Haman" siendo la forma arabizada de "Ha-Amana" en egipcio. Esto está en línea con los registros históricos persas, los cuales no contienen ninguna referencia a la historia bíblica de un oficial persa llamado Hamán durante ese período de tiempo ni la persona de Esther. Muhammad Asad afirma que Hamán es Ha-Amen como contracción de las primeras letras del título Sumo sacerdote de Amón hm.ntr en su libro "The Message of The Qur'an". Sin embargo, algunos eruditos están en discrepancia con esta conclusión de registros históricos. Otros discrepan con la teoría del Hamán del Corán que es un título egipcio, en lugar de un nombre y la figura bíblica misma.
Hamán aparece seis veces en el Corán: cuatro veces con el faraón y dos por sí mismo, 1) cuando Dios (Ala) envió a Moisés a invitar al faraón, a Hamán y a su pueblo al monoteísmo, y 2) a buscar la protección de los israelitas a quienes Hamán y el faraón estaban atormentando. Refiriéndose a Moisés como un hechicero y un mentirosos, el faraón rechazó el llamado de Moisés de adorar al Dios de Moisés y se rehusó a liberar a los niños israelitas. El faraón comisionó a Hamán construir una torre alta utilizando ladrillos quemados así que el faraón pudiera ascender y ver al Dios de Moisés. El faraón, Hamán, y su ejército en carruajes, al perseguir a los niños de Israel que huían, se ahogaron en el Mar Rojo cuando se cerraron sobre ellos las aguas partidas. La sumisión del faraón a Dios en el momento de su muerte y la destrucción fue rechazada, pero sus cuerpos fueron salvados como lección de prosperidad y él fue momificado.

### Josefo
Josefo menciona a Hamán en sus Antigüedades judías. El relato de la narración de Josefo dice de la traducción Septuaginta del Libro de Esther y de otras fuentes griegas y judías, que algunas ya no existen.

### Septuaginta
La Septuaginta llama a Hamán un "Macedonio" por Jerjes (vea Esther 16:10). Los eruditos han tenido dos diferentes explicaciones para este nombramiento:
1. El "Macedonio" era utilizado para reemplazar la palabra "Medo", y enfatizaba esto cuando él también decía que no existía sangre persa en él. (En la práctica los persas y los medos co-gobernaban un imperio, pero existía gran fricción entre ellos).
2. Otra opinión es que Jerjes lo llamaba un "Espía Macedonio", debido a su insistencia en causar guerra civil en Persia entre judíos y los persas.

La Septuaginta traduce el "colgar" (hebreo: ויתלו, lit. ''colgar'') de Esther 7:9 - 10 como "crucificar" o "empalar" (griego antiguo: σταυρωθήτω, romanizado: staurōthētō, lit. 'empalar'), utilizando el mismo verbo luego utilizado en el Evangelio de Mateo del Nuevo Testamento. El aparato de cincuenta cubitos utilizado en la ejecución es descrito ambiguamente utilizando una palabra (griego antiguo: ξύλον, romanizado: xulon, lit. 'madera') lo cual puede significar un árbol, un garrote, un bastón, una horquilla, una horca, el componente vertical de una cruz para crucifixión, o algo hecho de madera, una ambigüedad ya presente en el original (hebreo: העץ, lit. ''árbol', 'madera'').

### Vulgata
Como en la Septuaginta, la ejecución de Hamán es ambigua, sugestiva tanto de ahorcamiento como de crucifixión. El objeto de cincuenta cubitos, descrito como xylon en la Septuaginta (griego antiguo: ξύλον, romanizado: xulon, lit. 'madera'), es similarmente ambigua refiriéndose  como "madera" (latín: lignum). La traducción de la Vulgata de Esther 7:10 más allá se refiere a patibulum, utilizado en otras partes para describir la pieza cruz en la crucifixión, al describir el destino de Hamán: suspensus est itaque Aman in patibulo quod paraverat Mardocheo, 'por ello Hamán fue suspendido en el patibulum que él preparó para Mardoqueo'. En la esquina del techo de la Capilla Sixtina esta una representación en fresco de la ejecución de Hamán por Miguel Ángel; Hamán se muestro crucificado en una manera similar a la representación católica de la crucifixión de Jesús, aunque las piernas están separadas y el aparato recuerda un árbol natural más corto que cincuenta cúbitos de altura.

### Traducciones inglesas
Las traducciones del Libro de Esther de la descripción de la ejecución de Hamán ha tratado de varias formas el sujeto. La Biblia de Wycliffe se refiere tanto a tre (árbol) como a iebat (horca), mientras la Biblia Coverdale prefiere galowe (horcas). La Biblia de Ginebra utiliza tree (árbol) pero la Biblia del rey Jacobo establece gallows (horca) y hang (colgar) como la representación más común; la Biblia Douay-Rheims después utilizó gibbet (horca). La traducción literal de Young utilizó tree (árbol) y hang (colgar). La Nueva Versión Internacional, la Common English Bible, y la Nueva Traducción Viviente, todas utilizan impale (empalar) para el hebreo: ויתלו and pole (poste) para el hebreo: העץ.

### Como un dios
Jacob Hoschander ha argumentado que el nombre de Hamán y aquel de su padre Hamedata son mencionados por Estrabón como Omanus y Anadatus, adorados con Anahita en la ciudad de Zela. Hoschander sugiere que Hamán puede, si la conexión es correcta, ser un título sacerdotal y no un nombre propio. Los nombres de Estrabón no son atestiguados en textos persas como dioses; sin embargo, el Talmud y Josefo interpretan la descripción de cortesanos que se inclinan a Hamán en Esther 3:2 como adoración. (Otros eruditos asumen que "Omanus" se refiere a Vohu Mana.)

## Fiesta de Purim
Para conmemorar estos acontecimientos, la fiesta de Purim fue instaurada, el Libro de Ester es leído en la sinagoga y el público hace ruido cada vez que el nombre de Hamán es pronunciado. Algunos dulces, como el Hamantash son comidos en esta fecha festiva. Unas cestas llamadas Mishloach manot son enviadas a familiares y amigos.

## En la literatura y cultura popular

### La Divina Comedia de Dante
Hamán en el momento de su ejecución aparece en el Canto 17 del Purgatorio en la Divina Comedia de Dante. La imagen ocurre en la forma de una visión espontánea dada al personaje de Dante como peregrino, el propósito del cual es visualizar a los acusadores de Hamán: Asuero, Esther y Mardoqueo, como emblemas de furia justa. En esta alucinación divina inspirada, el Dante ficticio ve a Hamán como "un crucifisso" un hombre que sufre la crucifixión.

### Novelas
La novela de Margaret Mitchel, Gone With the Wind (1936) se refiere a Hamán en la escena en la cual Rhett Butler en prisión, encara el prospecto de ahorcar.
La novela de Agatha Christie, The Mysterious Affair at Styles se refiere a Hamán en la escena en la cual Poirot, al investigar un asesinato, dice él "se colgará tan alto como Hamán".

### Medio visual
Hamán es caracterizado como un visir malvado de un sultán en el segmento "Aliyah-Din" del telefilme de 1994 Scooby-Doo! in Arabian Nights.
Él es caracterizado como el principal antagonista en el episodio "Jewbilee" de 1999 de South Park, en el cual es retratado como tratando de re-entrar en el mundo mortal en orden de gobernar una vez más sobre los judíos.
El personaje fue descrito en la película estadounidense One Night with the King (2006), interpretado por James Callis.
La American children's television animations en la cual la historia bíblica de Hamán se dice que incluye el episodio "Queen Esther" de las series The Greatest Adventure: Stories from the Bible (1985 - 1992), en el cual hace la voz Werner Klemperer, y la serie generada por computadora VeggieTales (2000), en la cual es interpretada por "Mr. Lunt" durante el episodio "Esther, the Girl who Became Queen".